# Sekvenciranje DNK
Sekvenciranje DNK je proces određivanja točnog poretka (sekvencije, niza) nukleotida u molekuli DNK. U sekvenciranje ubrajamo svaku metodu ili tehniku kojom se služimo radi određivanja poretka četiriju baza: purinskih adenina, gvanina i pirimidinskih citozina i timina u lancu DNK. Pojavom metoda sekvenciranja DNK ubrzana su biološka i medicinska istraživanja i otkrića.
Prve sekvencije DNK dobivene su ranih 1970-ih. Akademski istraživači došli su do njih uporabom metoda temeljenih na dvodimenzijskoj kromatografiji. Razvitkom metoda temeljenih na fluorescenciji s automatiziranom analizom,  sekvenciranje DNK postalo je lakše i brže.
Premda je još 1953. ustvrđeno da je DNK strukturnog oblika dvostruke uzvojnice, prošla su desetljeća prije nego što se moglo pouzdano laboratorijski analizirati nizove u fragmentima DNK. 
Sekvenciranje RNK bio je jedan od najranijih oblika sekvenciranja nukleotida. Veliki miljokaz u sekvenciranju RNK je sekvencija prvog kompletnog gena i potpunog genoma bakteriofaga MS2, kojeg je identificirao i objavio Walter Fiers i njegovi suradnici s Sveučilišta u Gentu u Belgiji 1972. godine i 1976.
Prva metoda određivanja sekvencija DNK sadržavala je strategiju ekstenzije lokacijski specifičnih početnica koju je osnovao Ray Wu sa Sveučilišta Cornell 1970. godine Kataliza DNK polimeraze i označavanje specifičnih nukleotida primjenjivali su se radi sekvenciranja kohezivnih krajeva lambda faga DNK Između 1970. i 1973. Wu, R Padmanabhan i kolege demonstrirali su da se može primijeniti ovu metodu kod determiniranja svake sekvencije DNK služeći se početnicama specifičnim za pojedinu lokaciju. Frederick Sanger je tad usvojio ovu strategiju ekstenzije početnice radi razvijanja još bržih metoda sekvenciranja DNK u Centru MRC, Cambridge, UK i objavio metodu za "sekvenciranje DNK s inhibitorima terminiranja lanca" 1977. godine. Walter Gilbert i Allan Maxam sa sveučilišta Harvard također su razvili metode sekvenciranja, uključujući onu za "sekvenciranje DNK kemijskom degradacijom". Godine 1973. Gilbert i Maxam izvijestili su o nizu 24 bazna para služeći se metodom znanom kao analiza lutajuće točke. Napredovanje u sekvenciranju pripomoglo je razvijanje tehnologije rekombinantne DNK, dopuštajući uzorcima DNK da budu izolirani i od drugih izvora, a ne samo virusa. 
Za rad na biokemiji nukleinskih kiselina Walter Gilbert, Frederick Sanger i Paul Berg dobili su Nobelovu nagradu za kemiju 1980. godine.